# Sarraceno
Sarraceno es uno de los nombres con los que la cristiandad medieval denominaba genéricamente a los árabes o a los musulmanes. Las palabras «islam» y «musulmán» no se introdujeron en las lenguas europeas hasta el siglo XVII, utilizándose antes expresiones como «ley de Mahoma», mahometanos, ismaelitas, agarenos, moros, etc.

## Etimología
La etimología del término es confusa. El DRAE recoge que la palabra castellana «sarraceno» deriva de la latina sarracēni, y esta de la aramea rabínica sarq[iy]īn, que significa «habitantes del desierto» (de srāq, «desierto»). Otras fuentes la hacen derivar del término griego Σαρακηνός (transcrito sarakenós), y este del árabe شرقيين (transcrito sharqiyyin), que significa «orientales».
Mientras que el DRAE recoge como primera acepción que los sarracenos son los naturales de la Arabia Felix (aproximadamente el actual Yemen, al sureste de la península arábiga), otras fuentes indican que el término sarakenoi es por el que se conocía en la Antigua Grecia a las tribus nómadas del centro y norte de Arabia, a quienes los romanos, establecidos en la provincia de Arabia Pétrea (aproximadamente la actual Jordania), denominaban en latín sarraceni. En las reseñas de la vida de san Moisés de Egipto (siglo II), se indica que «A petición de Mauvia, reina de los sarracenos, fue obispo y apóstol de esa nación»[cita requerida].
Autores cristianos altomedievales como Juan Damasceno (hacia 730) e Isidoro de Sevilla (hacia 630) proponen una etimología derivada del personaje bíblico Sara, casada con Abraham, que hizo desterrar a Agar y al hijo de esta, Ismael, de cuyo linaje descenderían los árabes, «con las manos vacías» (ek tes Sarras kenous).